# Partido de Acción Socialista
El Partido de Acción Socialista (PASOC) es un partido político español, de ideario socialista. Fue fundado por Rodolfo Llopis en 1972 con la denominación de Partido Socialista Obrero Español (Sector Histórico) (PSOE-H). En 1977 cambió su denominación a Partido Socialista (PS) y en 1982 adoptó su nombre definitivo.
Desde las elecciones generales de España de 2004, en la que se quedó sin representación en las cortes ni en parlamentos autonómicos, está casi totalmente inactivo.

## Historia

### Antecedentes
Cuando se celebra en Toulouse el XXV Congreso del PSOE (1972), se había consolidado ya una nueva línea que daba prioridad a la labor de los socialistas del interior, frente a los exiliados encabezados por Rodolfo Llopis. El sector denominado renovador se impone y da paso a una dirección colegiada en la que destacarán Nicolás Redondo, Felipe González y Pablo Castellano. 

### PSOE Sector Histórico
Llopis no acepta su destitución y funda un nuevo partido al que llama PSOE Histórico o exterior. Ambas formaciones pugnaron por conseguir la legitimidad mediante el reconocimiento de la Internacional Socialista, que en 1974 se decantaría a favor del sector Renovado. Ese mismo año, Llopis es sustituido en la secretaría general del PSOE-H por Víctor Salazar.

Logo original del PSOE y, tras el Congreso de Toulouse en que se dividió en dos partidos, del Partido Socialista Obrero Español-Sector Histórico

Formó parte de la Alianza Socialista Democrática que fue una coalición política española de la época de la Transición formada en 1976 y la componían varios partidos de izquierda: además del PSOE (Sector Histórico), el Partido Socialista Democrático Español, el Partido Laborista de Valencia y sectores de Reforma Social Española.

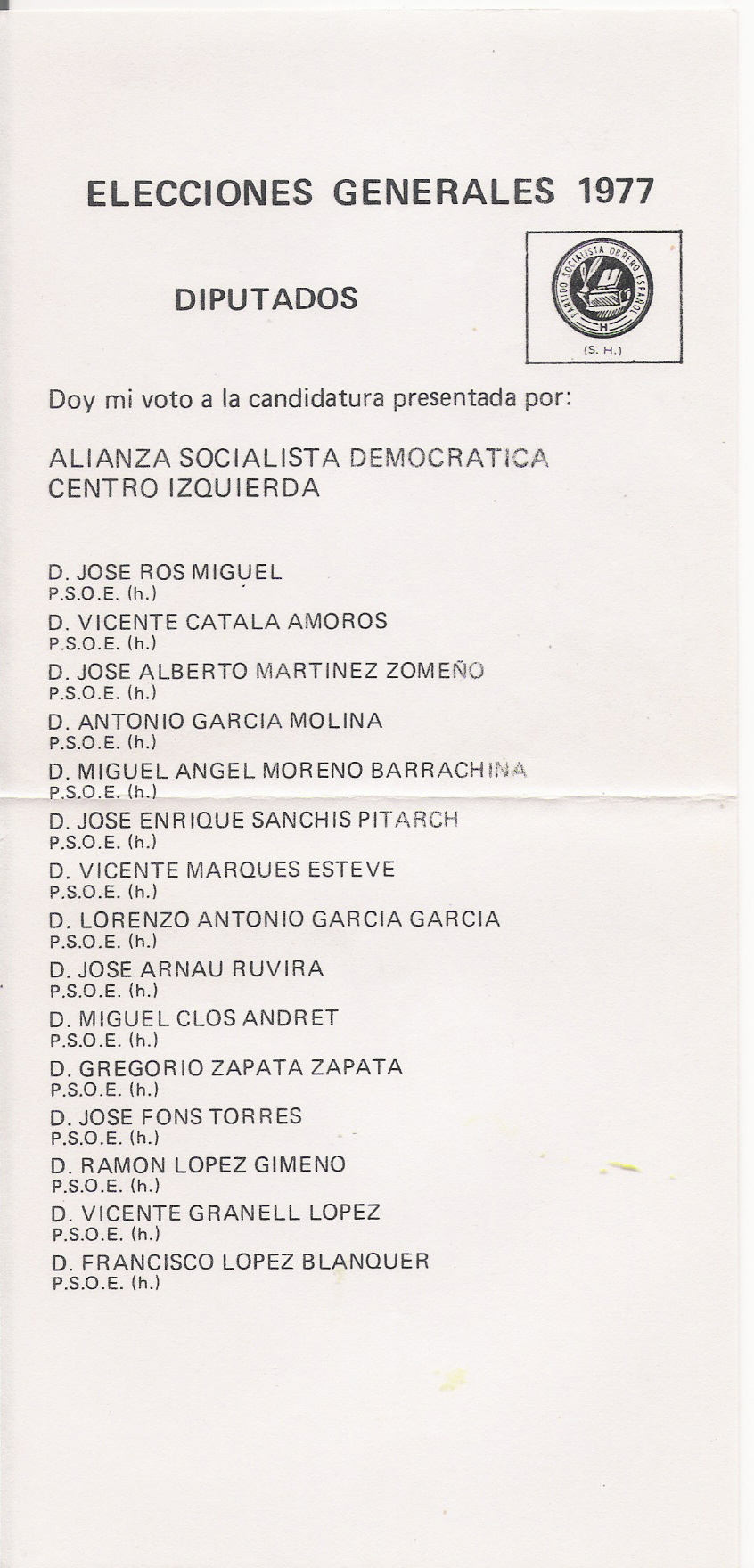
Papeleta electoral de la Alianza Socialista Democrática.1977

En 1977, llegado el momento de presentarse a las elecciones generales del 15 de junio de ese año, el Tribunal Supremo de España prohíbe al PSOE (Sector Histórico) seguir utilizando las siglas, que deja en exclusiva a los renovados, por lo que la organización ha de inscribirse como Partido Socialista (PS). En las elecciones legislativas de 1977 es claramente derrotado, al obtener 21 242 votos, un 0,12 % del total. En las elecciones de 1979 mejora algo los resultados al obtener 133 869 votos, un 0,74 %.
Tras un proceso jurídico, cambió su nombre en 1981 por Partido Socialista, tras una sentencia del Tribunal Supremo, a petición del PSOE. Finalmente, en 1982, tras un nuevo recurso del PSOE, cambiaron definitivamente su denominación a Partido de Acción Socialista (PASOC). Durante este proceso, que se produjo de forma simultánea al debate del abandono del marxismo en el PSOE, llegaron cuadros y militantes de distintas corrientes del PSOE, como Alonso Puerta, de Izquierda Socialista, o Luis Novo, de la Coordinadora Socialista Federal. Estos cambios provocaron un cambio en la estructura del antiguo PSOE Histórico, dotándolo de mayor dinamismo para alcanzar un objetivo: preservar vivas las ideas y la práctica política del socialismo en España ante su abandono por el PSOE. Fruto de este proceso renovador, fue elegido Alonso Puerta como secretario general, y se realizó un cambio estratégico, abandonando el rechazo a "cualquier entendimiento con los comunistas" (política clásica de Rodolfo Llopis), hasta abrirse a la colaboración electoral con el PCE y otras organizaciones a raíz de la creación de las movilizaciones contra la OTAN.
El partido admitirá en su seno a diversas interpretaciones de la tradición socialista, tales como el socialismo marxista, el socialismo autogestionario y la socialdemocracia reformista.

### Miembro fundador de Izquierda Unida

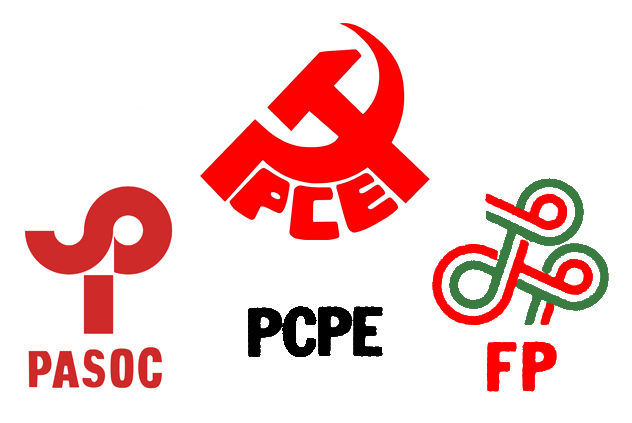
Símbolo de Izquierda Unida utilizado en pósteres de campaña y papeletas electorales.1986

En 1986 el PASOC participó en la creación de la Plataforma Cívica Anti-OTAN, germen del movimiento sociopolítico Izquierda Unida (IU). El PASOC sería uno de los partidos fundadores de IU.
La participación en IU significó un salto cualitativo para el PASOC, que iniciaría una etapa de expansión de la afiliación y presencia en las instituciones: dos diputados en las Cortes, un eurodiputado (el propio secretario general, Alonso Puerta, cabeza de lista de la plancha electoral de IU y vicepresidente del Parlamento Europeo), diputados en la Asamblea de Madrid, como Adolfo de Luxán Meléndez, y el Parlamento de Andalucía, así como concejales en varios ayuntamientos.
La incorporación de Pablo Castellano en 1989, portavoz de la corriente Izquierda Socialista (IS) hasta su expulsión del PSOE en octubre de 1987, fue un acicate para la entrada de militantes de IS, descontentos con la política socialdemócrata del gobierno de Felipe González.
En el IV Congreso Federal del PASOC (Madrid, mayo de 1990) Pablo Castellano es elegido presidente de la formación, siendo sucesivamente reelegido hasta 2001, designándose a Julián Lara como "presidente honorífico".
En 1995 la organización daría el salto a Canarias con la formación de la Corriente Socialista Canaria-PASOC, fundada por Oriol Prunés y el historiador Agustín Millares Cantero.

### Recuperación de la soberanía
En el VII Congreso Federal del PASOC, celebrado en Madrid en abril de 2001 y con 130 delegados acreditados, y a iniciativa de Alonso Puerta, los delegados aprobaron su salida de la estructura orgánica de IU y la recuperación de su soberanía, con el respaldo del 63,5 % de los votos emitidos -61-, frente al 32,2 % -31 votos- que recabó la posición alternativa, que abogaba por seguir orgánicamente en IU.
El sector contrario al abandono se vio en la tesitura de desligarse del PASOC y constituir corrientes internas socialistas dentro de IU:
- En la Comunidad de Madrid nació la Corriente Socialista, liderada por Inés Sabanés y Franco González, con pretensión de convertirse en una Corriente Socialista Federal.[5]

- En Andalucía se formaría la corriente Izquierda Socialista de Andalucía (ISA), liderada por Antonio Criado Barbero, que en 2002 se transformó en partido con el nombre de Iniciativa Socialista de Izquierdas.

La nueva etapa del PASOC, con Manuel Villar Fernández como presidente (al que sucedería Andrés Cuevas González en el VIII Congreso) y Luis Aurelio Sánchez como secretario general, comenzaba con una ruptura y una progresiva merma de la militancia. El exsecretario Alonso Puerta abandonaría pronto el Partido sin entregar su acta de eurodiputado. Asimismo, resultarían fallidas unas conversaciones con el PSOE con vistas a la reintegración del PASOC en este.
En las elecciones generales del 14 de marzo de 2004 el PASOC se presentó al Senado junto a Izquierda Republicana bajo la histórica denominación de Coalición Republicano-Socialista y en las elecciones europeas de ese año se presentó en solitario, obteniendo 13 810 votos. Ante el referéndum sobre la Constitución europea del 20 de febrero de 2005 defendió el voto en blanco. De cara a las elecciones municipales de 2007 Andrés Cuevas se reincorporó a IU, cerrando la lista electoral de Marbella.

## Parlamentarios del PASOC
- Andrés Cuevas González. Diputado en el Parlamento de Andalucía.
- Froilán Reina. Parlamentario en la Asamblea de Murcia.
- Franco González. Parlamentario en la Asamblea de Madrid.
- Inés Sabanés. Parlamentaria en la Asamblea de Madrid.
- Luis Alonso Novo. Parlamentario en la Asamblea de Madrid.
- Antón Saavedra. Parlamentario de la Junta General del Principado de Asturias.
- Adolfo de Luxán. Parlamentario en la Asamblea de Madrid.
- Alonso Puerta. Vicepresidente del Parlamento Europeo. Europarlamentario en tres legislaturas consecutivas.
- Pablo Castellano. Diputado en el Congreso de los Diputados.